# 수상한 이웃들
"수상한 이웃들"은 2011년에 개봉한 대한민국의 영화이다.

## 캐스팅
- 박원상 : 박종호 역
- 전미선 : 조미라 역
- 윤희석 : 조민기 역
- 윤세아 : 윤혜정 역
- 정경호 : 양인수 역
- 황석정 : 옥옥자 역
- 백원길 : 개장사 역
- 윤승아 : 서윤미 역
- 최종률 : 인수 부 역
- 이민영 : 개장사 처 역
- 위양호 : 봉 사장 역
- 박인수 : 한 기자 역
- 금기종 : 송 기자 역
- 이동욱 : 오 기자 역
- 강우진 : 최 기자 역
- 김예원 : 양솔미 역
- 이명자 : 인수 모 역
- 정행심 : 교감 역 역
- 김진혁 : 좋은사람들 주인 역
- 김우진 : 초등학교 교사 역
- 유영희 : 초등학교 교사 역
- 김진욱 : 초등학교 교사 역
- 이상협 : 철가방 역
- 이선아 : 정다방 언니 역
- 최철 : 노래방 웨이터 역
- 김주현 : 술집 남 역
- 조진영 : 술집 여 역